# Veselja dom
 Veselja dom je drama Emila Filipčiča iz leta 1996.

## Obnova

### Osebe
- Žena (Poldka).
- Mož (Tonček).

Poldka in Tonček sta se poročila, poročne fotografije so narejene, zdaj preigravata različne registre svojega zakona: na razprodaji v supermarketu sta si nabavila plastičnega dojenčka, Poldka opravlja gospodinjske posle in gleda na uro, Tonček hodi na svobodoljubne sestanke in se vrača pijan. Potem se gresta različne igrice, npr. da je Tonček sesalec za prah ali kuža na vrvici ali trobentač, Poldka živinozdravnica ali baletka itn. Te drobce prekinja zdaj dolgočasje, zdaj jeza in sovraštvo, zdaj se zmerjata in si očitata različne grehe, zdaj si izjavljata, da se ljubita, nato pobesnita drug na drugega, ker ima Poldka v omari gumijastega Filipčiča, Tonček pa v torbi za lokostrelske pripomočke gumijasto filmsko lepotico ČČ, ki jo natepava na holmu; vmes se malo onanirata, si mečeta čufte v glavo, si grozita z ločitvijo, se vdajata perverzijam. Iz lepih spominov na srečne trenutke padata v bes in si lomita plošče, on njej njenega Bacha, ona njemu njegovo Edith Piaf. Končno skleneta, da bosta naredila samomor, ker "ljubezen v tem umazanem svetu ne more živet"; ona se odloči za ciankalij, on za harakiri. Zaplešeta poslednji tango, nato se pripravita na samomor. Tedaj zazvoni telefon: Arhangel Mihael jima sporoča, da ne smeta delati samomora, ker potem ne bosta pokopana na pokopališču. Ker sta zakonca zapravila kup denarja za nagrobnik, s samomorom torej ne bo nič - živela bosta, kot sta doslej, le Poldka predlaga zamenjavo vlog: Tonček bo opravljal gospodinjstvo, zibal dojenčka in gledal na uro, Poldka bo pijana prihajala s svobodoljubnih sestankov, fotografirala se bosta pa skupaj. Tončku je prav, samo da bo otrok srečen. Eden drugemu povesta, da se imata rada, objameta se v poljubu.